# Swen Lagerberg

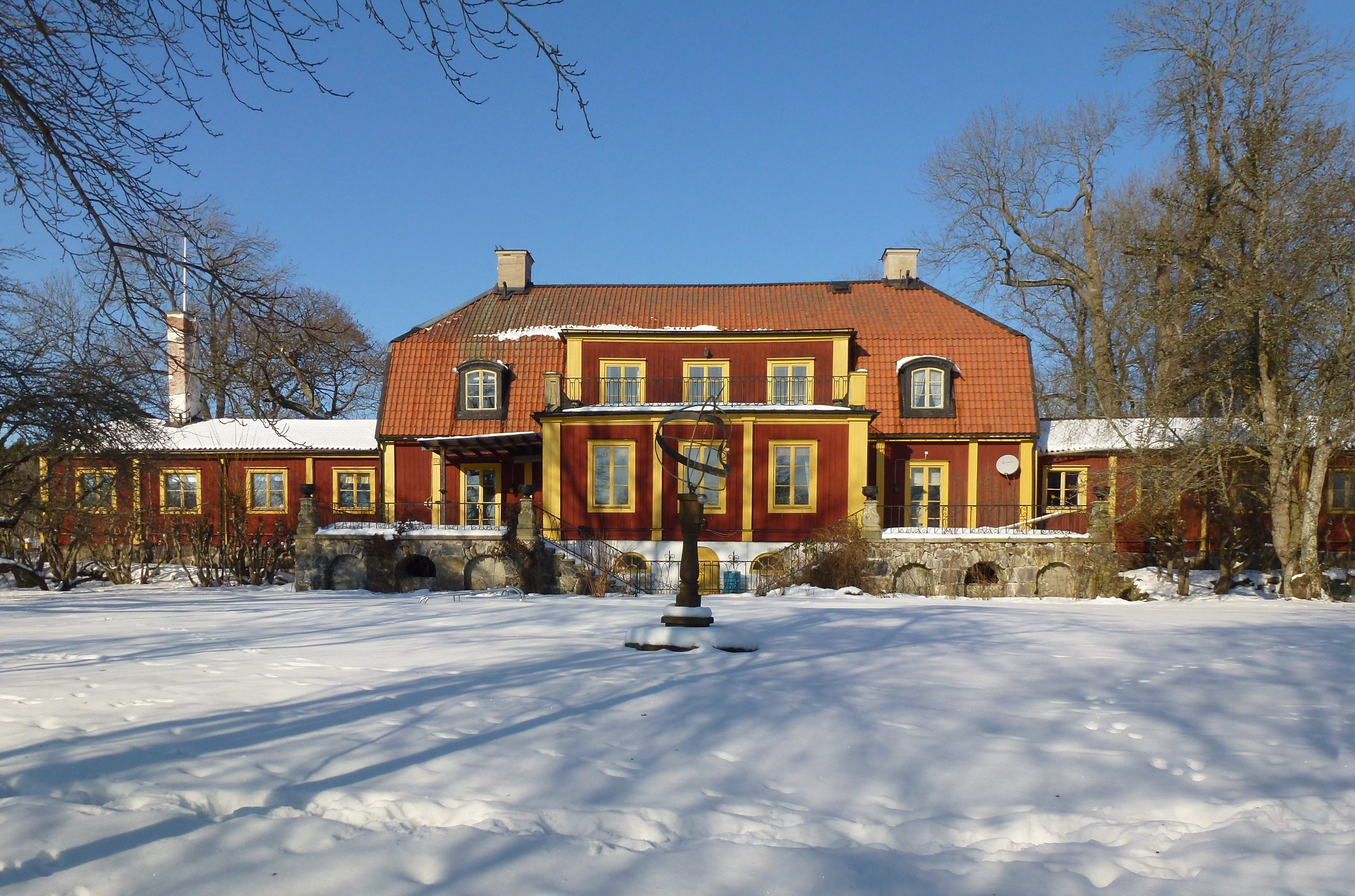
Elvesta gård i Botkyrka socken byggdes av Lagerberg på 1730-talet.

Swen Lagerberg, född 28 mars 1672 på Stora Kärr i Västergötland, död 7 oktober 1746, var en svensk greve, general och ämbetsman.

## Biografi
Lagerberg gick i krigstjänst 1690 som sergeant vid Skaraborgs infanteriregemente och var fänrik när stora nordiska kriget bröt ut 1700. Han deltog med kungen i dennes fälttåg och blev vid Poltava liggande kvar på slagfältet sårad, men räddades av en dragon som drog upp honom på sin häst och räddade honom därifrån. Under Karl XII:s vistelse i Turkiet användes han som underhandlare med kanen på Krim och förmådde honom att förena sina trupper med turkarna till ett anfall på Ryssland. Han befordrades 1710 till överstelöjtnant vid Skaraborgs regemente och blev 1714 överste vid Kronobergs regemente, med vilket han bevistade den nära årslånga belägringen av Wismar, och där ledde flera lyckosamma anfall. Befordrad till generalmajor och chef för Skaraborgs regemente 1717, deltog han i denna egenskap i fälttåget mot Norge. Han blev friherre 1719 och året därefter president i Statskontoret.
Lagerberg valdes av adeln till lantmarskalk 1723 och vann inträde i rådet samma år. Han upphöjdes 1731 i grevligt stånd. Från början utan tydlig tillhörighet kom han att alltmer orientera sig med Mössorna. Han kom dock, till skillnad från de flesta av sina meningsfränder, inte att avsättas, utan fortsatte sin politiska gärning ända fram till sin död.
Lagerbergs föräldrar var häradshövding Lars Jonsson Herrlund, adlad Lagerberg, och Anna Örnevinge. Han gifte sig 1722 med friherrinnan Ottiliana Vellingk. Deras son var Adam Otto Lagerberg.